# Plus grand nom de Dieu
 (septembre 2022).
Le contenu est difficilement compréhensible vu les erreurs de traduction, qui sont peut-être dues à l'utilisation d'un logiciel de traduction automatique.
 (mars 2025).
Motif : Que des sources primaires, aucune source secondaire fiable.
- Archive Wikiwix
- Bing
- Cairn
- DuckDuckGo
- E. Universalis
- Gallica
- Google
- G. Books
- G. News
- G. Scholar
- Persée
- Qwant
- (zh) Baidu
- (ru) Yandex
- (wd) trouver des œuvres sur Wikidata

| 1. | Préciser le motif de la pose du bandeau. | Précisez le motif de la pose du bandeau en utilisant la syntaxe suivante : {{admissibilité à vérifier\|date=mars 2025\|motif=remplacez ce texte par le motif}}                              |
| 2. | Informer les utilisateurs concernés.     | Pensez à avertir le créateur de l'article, par exemple, en insérant le code ci-dessous sur sa page de discussion : {{subst:avertissement admissibilité à vérifier\|Plus grand nom de Dieu}} |

 (septembre 2022).
La mise en forme du texte ne suit pas les recommandations de Wikipédia : il faut le « wikifier ».
Les points d'amélioration suivants sont les cas les plus fréquents. Le détail des points à revoir est peut-être précisé sur la page de discussion.
- Les titres sont pré-formatés par le logiciel. Ils ne sont ni en capitales, ni en gras.
- Le texte ne doit pas être écrit en capitales (les noms de famille non plus), ni en gras, ni en italique, ni en « petit »…
- Le gras n'est utilisé que pour surligner le titre de l'article dans l'introduction, une seule fois.
- L'italique est rarement utilisé : mots en langue étrangère, titres d'œuvres, noms de bateaux, etc.
- Les citations ne sont pas en italique mais en corps de texte normal. Elles sont entourées par des guillemets français : « et ».
- Les listes à puces sont à éviter, des paragraphes rédigés étant largement préférés. Les tableaux sont à réserver à la présentation de données structurées (résultats, etc.).
- Les appels de note de bas de page (petits chiffres en exposant, introduits par l'outil «  Source ») sont à placer entre la fin de phrase et le point final[comme ça].
- Les liens internes (vers d'autres articles de Wikipédia) sont à choisir avec parcimonie. Créez des liens vers des articles approfondissant le sujet. Les termes génériques sans rapport avec le sujet sont à éviter, ainsi que les répétitions de liens vers un même terme.
- Les liens externes sont à placer uniquement dans une section « Liens externes », à la fin de l'article. Ces liens sont à choisir avec parcimonie suivant les règles définies. Si un lien sert de source à l'article, son insertion dans le texte est à faire par les notes de bas de page.
- La présentation des références doit suivre les conventions bibliographiques. Il est recommandé d'utiliser les modèles {{Ouvrage}}, {{Chapitre}}, {{Article}}, {{Lien web}} et/ou {{Bibliographie}}. Le mode d'édition visuel peut mettre en forme automatiquement les références.
- Insérer une infobox (cadre d'informations à droite) n'est pas obligatoire pour parachever la mise en page.

Pour une aide détaillée, merci de consulter Aide:Wikification.
Si vous pensez que ces points ont été résolus, vous pouvez retirer ce bandeau et améliorer la mise en forme d'un autre article.
Le plus grand nom de Dieu est l'un des noms caché de Dieu dans l'Islam. Les musulmans croient que s'ils invoquent et demandent par ce nom, leurs supplications seront exaucées. Les érudits musulmans différaient en cela, disant qu'il se trouve dans l'ouverture du Livre, dans le Verset du Trône, et dans le début de la sourate Al-Imran,,.

## Définition
Il est affirmé dans les hadiths qu'Allah a un nom plus grand, et que s'il est supplié par lui, il l'exauce, et s'il est appelé par lui, il répond. Il est l'un des beaux noms de Dieu.
‘Alī b. Muhammad al-Jurjāni a dit : « Le nom qui rassemble tous les noms, et il a été dit : هو الله[Quoi ?] ( phonétique : ouwa Allah signifie littéralement : (c'est) Lui Le Dieu). Il est Dieu, car c'est le nom de l'Essence décrit par tous les attributs, c'est-à-dire le nom de tous les noms, ils appellent à la Présence Divine, à la Présence de l'Essence, avec tous les noms. Et nous avons : c'est le nom de l'Essence Divine, telle qu'elle est, c'est-à-dire l'absolu, comme le dit le Coran : est Dieu, l'Unique. « Dis : Il est Dieu, l'Unique. » Sourate Al-Ikhlas, verset 1

## Définir le plus grand nom
Les érudits musulmans diffèrent dans leur définition et leur attribution à de nombreux dictons. Ibn Hajar a mentionné quatorze dictons qu'il a énumérés dans Al-Fath'ul Bâri, al-Baydawi a mentionné environ treize dictons dans Explication des beaux noms de Dieu , et al-Suyuti dans al-Dur al-Munaziz (dans al-Hawi pour les Fatwas).Il a mentionné vingt dictons , et al- Shawkani a mentionné dans Tuhfat al-Dhakirin qu'il différait en attribuant le plus grand nom à environ quarante dictons.
Parmi les dictons les plus célèbres concernant la désignation du plus grand nom, il y en a trois :
1. Que le plus grand nom est (Allah), car il a été mentionné dans tous les hadiths dans lesquels il est fait référence au plus grand nom, et un groupe d'érudits musulmans est allé à ce dicton[8].
2. Le plus grand nom est (Al-Hayy Al-Qayyum) Ibn Al-Qayyim a dit: "L'attribut de la vie (Al-Hay) comprend tous les attributs de la perfection et la nécessite, et l'attribut de Qayyumiyyah (autosuffisance) comprend tous les attributs des actions, et c'est pourquoi Dieu, s'il est appelé par le plus grand nom sacré, il répond, et s'il est interrogé par lui, il donne : Il est le nom du Vivant, Subsistant par Lui-même" [9], et ces deux noms ont été mentionnés dans la plupart des les hadiths qui se réfèrent au plus grand nom[10].
3. Le plus grand nom est un genre qui ne signifie pas un nom spécifique ; Au contraire, c'est tout nom qui est singulier ou combiné avec d'autres s'il indique tous ses attributs intrinsèques et réels ou indique les significations de tous les attributs , car Dieu est un nom des plus grand, ainsi que Samad, ainsi que le Vivant, l'Éternel, le Loué, le Glorieux, le Grand, le Grand et l'Immense[11].

Ces trois dictons sont les premiers à avoir été dits sur le plus grand nom, il n'y a aucune preuve définitive de la spéculation qui doit être faite.